# Zyginopsis asiatica
Zyginopsis asiatica är en insektsart som först beskrevs av Oshanin 1891.  Zyginopsis asiatica ingår i släktet Zyginopsis och familjen dvärgstritar.
Artens utbredningsområde är Kazakstan. Inga underarter finns listade i Catalogue of Life.